# Till de folkhemske
Till de folkhemske är en dikt av den svenske författaren Gunnar Ekelöf, tryckt i samlingen Non Serviam från 1945. Dikten är en satirisk skildring av en funktionalistisk stad där allting är ändamålsenligt, jämlikt och könlöst, där traditionella familjerelationer anses ohygieniska, och där fantasi och spontanitet inte har någon plats.
Ekelöf har också kallat dikten Anm. till "Dedikation". Detta ansyftar på författarens diktsamling Dedikation från 1934, som ideologiskt knyter an till de framstegsoptimistiska, rationalistiska och utopiska ideal som utmärkte tidskriften Spektrum, där Ekelöf hade varit redaktör i början av 1930-talet. Redan i Dedikation finns ett ambivalent förhållande till Spektrumgruppens ideal, men samlingen anammar dem i högre grad än någon annan av Ekelöfs skrifter. Senare under 1930-talet uttryckte Ekelöf fortfarande en önskan om att förändra människan, men han hade då lämnat idén om att det skulle ske på politisk väg. Vid tiden för Non Serviams tillkomst hade han utvecklat en misstro mot välfärdsstaten och dess myndighetsrationalism och modernitetstro. Här framträder i stället en stark individualism, skönhetslängtan och högborgerlig skepsis mot jämlikhet. Den dystopiska satiren i Till de folkhemske markerar ett avståndstagande från den välordnade och hygieniska utopi som Ekelöf förknippade med Spektrum och sin egen Dedikation.
Dikten var en inspirationskälla till filmen Sophelikoptern från 2016 i regi av Jonas Selberg Augustsén. Ett citat från dikten inleder filmen, och regissören har sagt att dikten kan användas som en nyckel till filmen.